# 匹兹堡 (堪薩斯州)
匹茲堡（英語：Pittsburg）是一個位於美國堪薩斯州克勞福德縣的城市。

## 地方資料
根據2020年美國人口普查的數據，匹茲堡的面積為34.09平方千米，當中陸地面積為33.84平方千米，而水域面積為0.25平方千米。當地共有人口20646人，而人口密度為每平方千米605.63人。